# 萊因蘭 (密蘇里州)
萊因蘭（英語：Rhineland）是位於美國密蘇里州蒙哥馬利縣的村。

## 人口
根據2020年美國人口普查的數據，萊因蘭的面積為0.87平方千米，皆為陸地。當地共有人口139人，而人口密度為每平方千米160人。